# Сборная Эсватини по футболу
Сборная Эсватини представляет Эсватини на международных футбольных турнирах и в товарищеских матчах. Управляющая организация — Национальная футбольная ассоциация Эсватини. Эсватини никогда не участвовал в финальных стадиях чемпионата мира и кубка Африки.

## Чемпионат мира
- 1930 по 1990 — не участвовала
- 1994 по 2022 — не прошла квалификацию

## Кубок африканских наций
- 1957 — 1982 — не участвовала
- 1984 — отозвала заявку
- 1986 — не прошла квалификацию
- 1988 — не участвовала
- 1990 — не прошла квалификацию
- 1992 — не прошла квалификацию
- 1994 — не участвовала
- 1996 — отозвала заявку
- 1998 — не участвовала
- 2000 — 2012 — не прошла квалификацию
- 2013 — отозвала заявку
- 2015 — 2025 — не прошла квалификацию